# 8106 Carpino
A 8106 Carpino (ideiglenes jelöléssel 1994 YB) a Naprendszer kisbolygóövében található aszteroida. M. Cavagna és P. Sicoli fedezte fel 1994. december 23-án.